# 卡萊巴爾

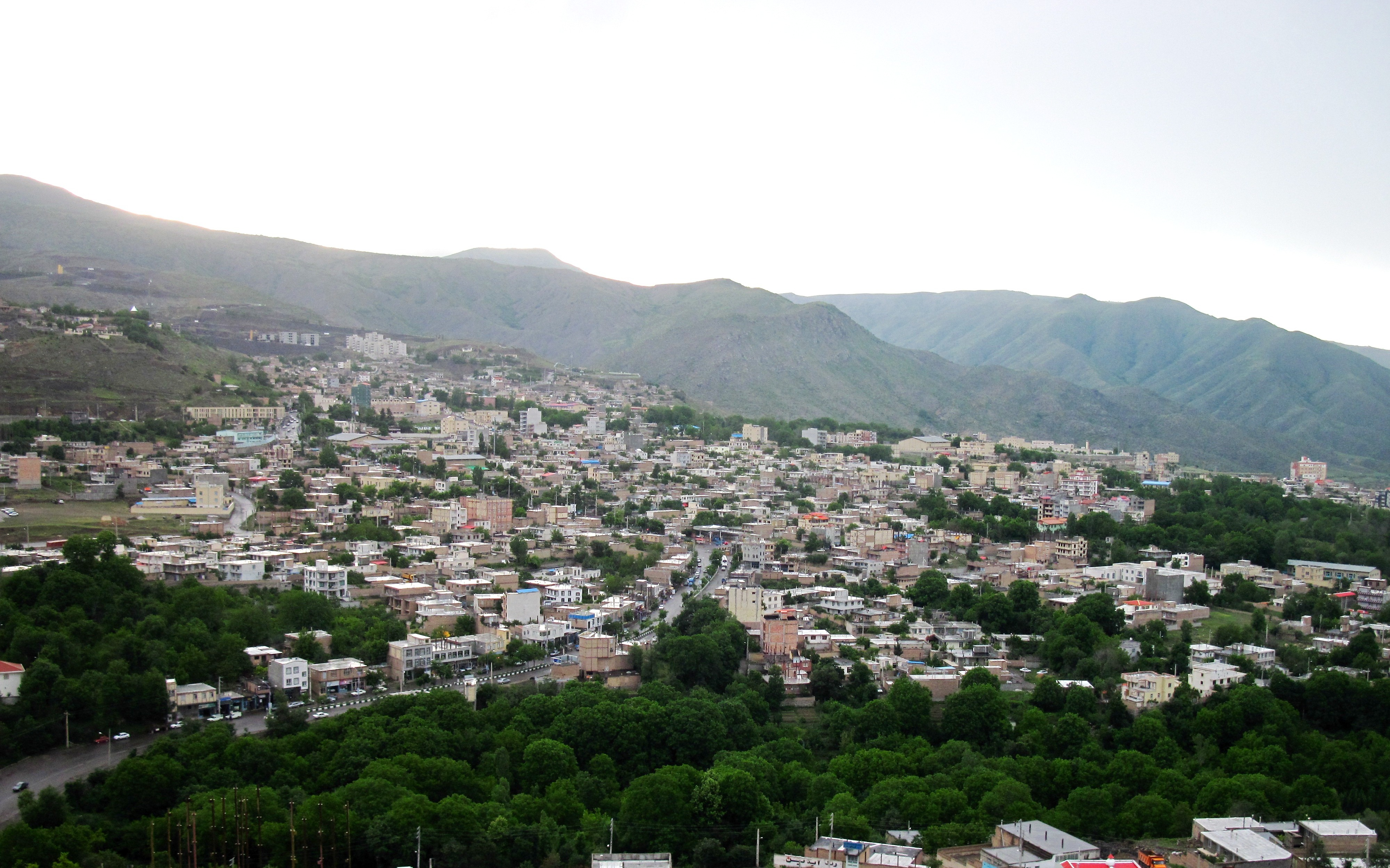
卡萊巴爾（2013年）

卡萊巴爾是伊朗的城市，位於該國西北部，由東亞塞拜然省負責管轄，距離與阿塞拜疆接壤邊境約40公里，每年平均降雨量1,221毫米，2006年人口9,030。

## 外部連結
- "Kaleybar, Iran" （页面存档备份，存于） Falling Rain Genomics, Inc.